# Sally Stapleton
Pour les articles homonymes, voir Stapleton.
Sally Stapleton, née le 23 novembre 1957, est une photojournaliste américaine, lauréate du prix Pulitzer, catégorie Spot News Photography (1999).

## Biographie
Stapleton est née le 23 novembre 1957 à Kennett dans l'état du Missouri d'un père est l'éditeur d'un journal local, le Daily Dunklin Democrat. Stapleton est membre de la sororité Delta Delta Delta et a été initiée au chapitre Delta Xi à l'université du Missouri en 1977. En 2002, elle reçoit une bourse du programme Fulbright.
Pendant plus de dix ans, elle travaille pour l'Associated Press avant de démissionner en décembre 2003 de son poste de rédactrice en chef exécutive de la photographie à travers lequel elle dirigea les équipes de photographes qui couvrirent de nombreux événements majeurs comme le génocide des tutsis au Rwanda en 1994, les attentats du 11 septembre 2001 ou encore les attentats des ambassades américaines en Afrique du 7 août 1998. Pour les deux derniers événements, elle dirige l'équipe de photojournalistes qui reçoit un prix Pulitzer pour son travail.
En 2008, Stapleton est embauchée par le journal The Day de New London dans le Connecticut en tant qu'assistante rédactrice en chef chargée du numérique. En 2010, Stapleton est nommée rédactrice en chef du numérique et de la photographie pour le même journal.
En octobre 2016, elle rejoint les équipes du Post-Gazette de Pittsburgh et huit mois après, elle est nommée rédactrice en chef. En 2019, l'équipe du Post-Gazette remporte le prix Pulitzer du reportage d'actualité pour sa couverture de la fusillade de la synagogue Tree of Life à Pittsburgh qui fit 11 morts.